# Kilmichael, Mississippi
Kilmichael là một thành phố thuộc quận Montgomery, tiểu bang Mississippi, Hoa Kỳ. Năm 2010, dân số của thành phố này là 699 người.

## Dân số
- Dân số năm 2000: 830 người.
- Dân số năm 2010: 699 người.